# Ryōsuke Tone
Ryōsuke Tone (jap. 刀根 亮輔, Tone Ryōsuke; * 29. Oktober 1991 in Kitakyūshū, Präfektur Fukuoka) ist ein japanischer Fußballspieler.

## Karriere
Ryōsuke Tone erlernte das Fußballspielen in der Jugendmannschaft von Ōita Trinita. Hier unterschrieb er 2010 auch seinen ersten Profivertrag. Der Verein aus Ōita, einer Hafenstadt in der Präfektur Ōita auf der Insel Kyūshū, spielte in der zweithöchsten Liga des Landes, der J2 League. Bis Ende 2011 bestritt er für Ōita 43 Zweitligaspiele. 2012 wurde er von Tokyo Verdy, einem Verein, der ebenfalls in der zweiten Liga spielte, unter Vertrag genommen. Für Verdy stand er bis Ende 2013 37-mal auf dem Spielfeld. 2014 wechselte er zum Erstligisten Nagoya Grampus nach Nagoya, wo er einen Zweijahresvertrag unterschrieb. In seinem Ersten Jahr kam er dreimal in der J1 League zum Einsatz. 2015 wurde er an den Zweitligisten V-Varen Nagasaki nach Nagasaki ausgeliehen. Hier kam er 21-mal in der zweiten Liga zum Einsatz.
Nach Vertragsende wechselte er 2016 nach Kitakyūshū zum Zweitligisten Giravanz Kitakyūshū. Ende 2016 musste er mit dem Club den Weg in die Drittklassigkeit antreten. 2018 nahm ihn sein ehemaliger Verein Ōita Trinita wieder unter Vertrag. Am Ende der Saison 2018 feierte er mit dem Club die Vizemeisterschaft der zweiten Liga und stieg in die erste Liga auf. Am Saisonende 2021 belegte er mit Ōita den 18. Tabellenplatz und musste in die zweite Liga absteigen.

## Erfolge
Ōita Trinita
- J2 League

Vizemeister: 2018  ▲